# Concurs Literari Joan Oliver, Pere Quart
El Concurs Literari Joan Oliver, Pere Quart  és un premi en llengua catalana que l'Ajuntament de Sabadell atorga als escolars ininterrompudament des del 1981 per incentivar la creativitat literària del jovent de la ciutat. S'instituí en record de l'escriptor sabadellenc Joan Oliver, Pere Quart. Hi poden participar tots els nois i noies residents o estudiants a Sabadell que tenen entre 11 i 18 anys. S'estableixen tres categories per a les dues modalitats: prosa i poesia. El tema és lliure i hi ha tres premis per a cada categoria.
L'any 2002 es va suprimir la modalitat de còmic, el concurs s'obrí també a residents a la ciutat –fins aleshores només s'hi podien presentar els que hi estudiaven– i es va ampliar l'edat dels concursants per permetre la participació dels alumnes de tercer cicle de primària (11 i 12 anys). El lliurament de premis es fa cada any al Casal Pere Quart –on havia viscut Joan Oliver– i hi participa la filla del poeta, Sílvia Oliver. Els treballs premiats es recullen en una publicació.